# Liste der Biografien/Wep
Liste der Biografien |
Portal Biografien |
Personensuche
# |
A |
B |
C |
D |
E |
F |
G |
H |
I |
J |
K |
L |
M |
N |
O |
P |
Q |
R |
S |
T |
U |
V |
W |
X |
Y |
Z |
?
 
Wa |
Wc |
Wd |
We |
Wh |
Wi |
Wj |
Wl |
Wn |
Wo |
Wr |
Ws |
Wt |
Wu |
Ww |
Wy |
Wz
 
Wea |
Web |
Wec |
Wed |
Wee |
Wef |
Weg |
Weh |
Wei |
Wej |
Wek |
Wel |
Wem |
Wen |
Weo |
Wep |
Wer |
Wes |
Wet |
Weu |
Wev |
Wew |
Wex |
Wey |
Wez
Die Liste der Biografien führt alle Personen auf, die in der deutschsprachigen Wikipedia einen Artikel haben. Dieses ist eine Teilliste mit 17 Einträgen von Personen, deren Namen mit den Buchstaben „Wep“ beginnt.

## Wep

### Wepe
- Wepemneferet, altägyptischer Prinz

### Wepf
- Wepfer, Emil (1883–1930), deutscher Geologe und Paläontologe
- Wepfer, Hans-Ulrich (1938–2024), Schweizer Historiker, Seminarlehrer, Denkmalpfleger und Museumsleiter
- Wepfer, Johann Conrad (1657–1711), Stadtphysicus in Schaffhausen und Mitglied der Leopoldina
- Wepfer, Johann Jakob (1620–1695), Schweizer Pathologe

### Wepl
- Wepler, Johann Heinrich (1755–1792), deutscher Theologe und Hochschullehrer

### Wepn
- Wepner, Chuck (* 1939), US-amerikanischer Schwergewichtsboxer

### Wepp
- Weppelmann, Stefan (* 1970), deutscher Kunsthistoriker
- Weppelmann, Wilm (1957–2021), deutscher Künstler
- Weppen, Friederike von der (* 1968), deutsche Künstlerin
- Weppen, Johann August (1741–1812), deutscher Beamter und Schriftsteller
- Weppen, Willi van der, deutscher Fußballspieler
- Wepper, Elmar (1944–2023), deutscher Schauspieler und Synchronsprecher
- Wepper, Fritz (1941–2024), deutscher Schauspieler und SynchronsprecherFritz Wepper (1941–2024)

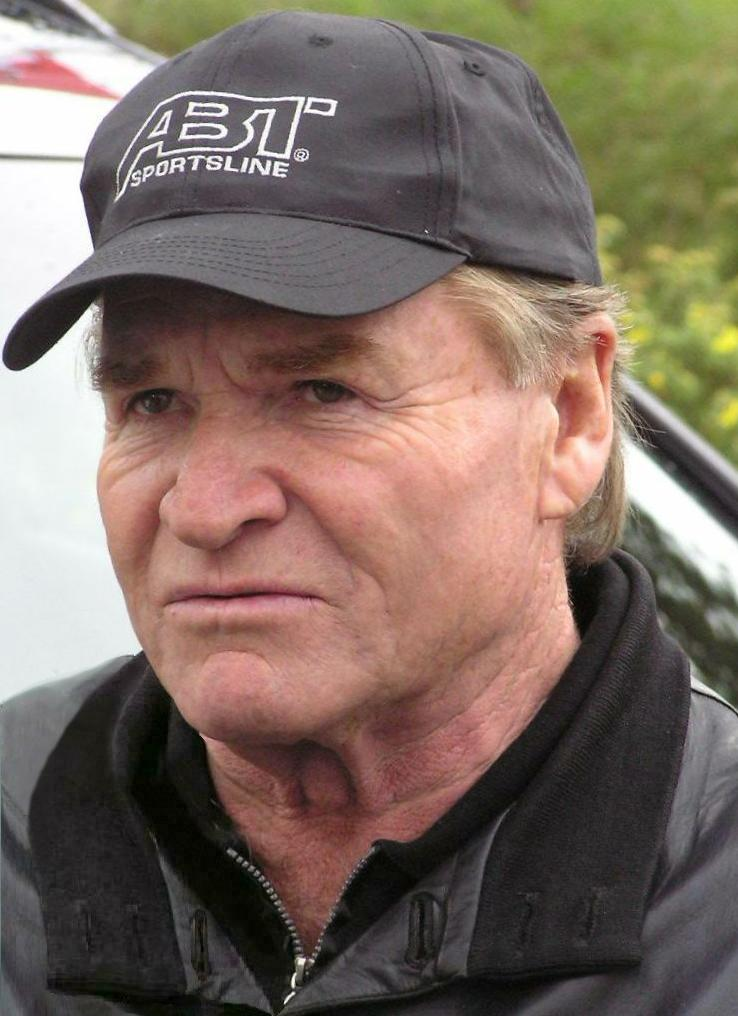
Fritz Wepper (1941–2024)

- Wepper, Sophie (* 1981), deutsche Schauspielerin
- Weppler, Martin (* 1958), deutscher Leichtathlet, Olympiateilnehmer

### Wepr
- Weprik, Alexander Moissejewitsch (1899–1958), russisch-jüdischer Komponist